# Hydrogonium dorrii
Hydrogonium dorrii là một loài Rêu trong họ Pottiaceae. Loài này được (Renauld & Cardot) Hilp. mô tả khoa học đầu tiên năm 1933.